# ذنب العقرب (ذبابة)
ذنب العقرب (الاسم العلمي: Scorpiurus)، جنس ذباب من فصيلة ذباب طويل الأرجل. متوطن في نيوزيلندا.

## الأنواع
- Scorpiurus aenescens Parent, 1933
- Scorpiurus aramoana Bickel & Kerr, 2018[2]
- Scorpiurus thorpei Masunaga, 2017[3]

## روابط خارجية
- iNaturalist World Checklist